# Puszczykowo
Puszczykowo (niem. Puschkau) – miasto w województwie wielkopolskim, w powiecie poznańskim. Położone ok. 12 km na południe od Poznania, otoczone obszarem Wielkopolskiego Parku Narodowego.
W latach 1934–1954 istniała wiejska gmina Puszczykowo.
Według danych z 31 marca 2011 miasto liczyło 9756 mieszkańców.

## Położenie

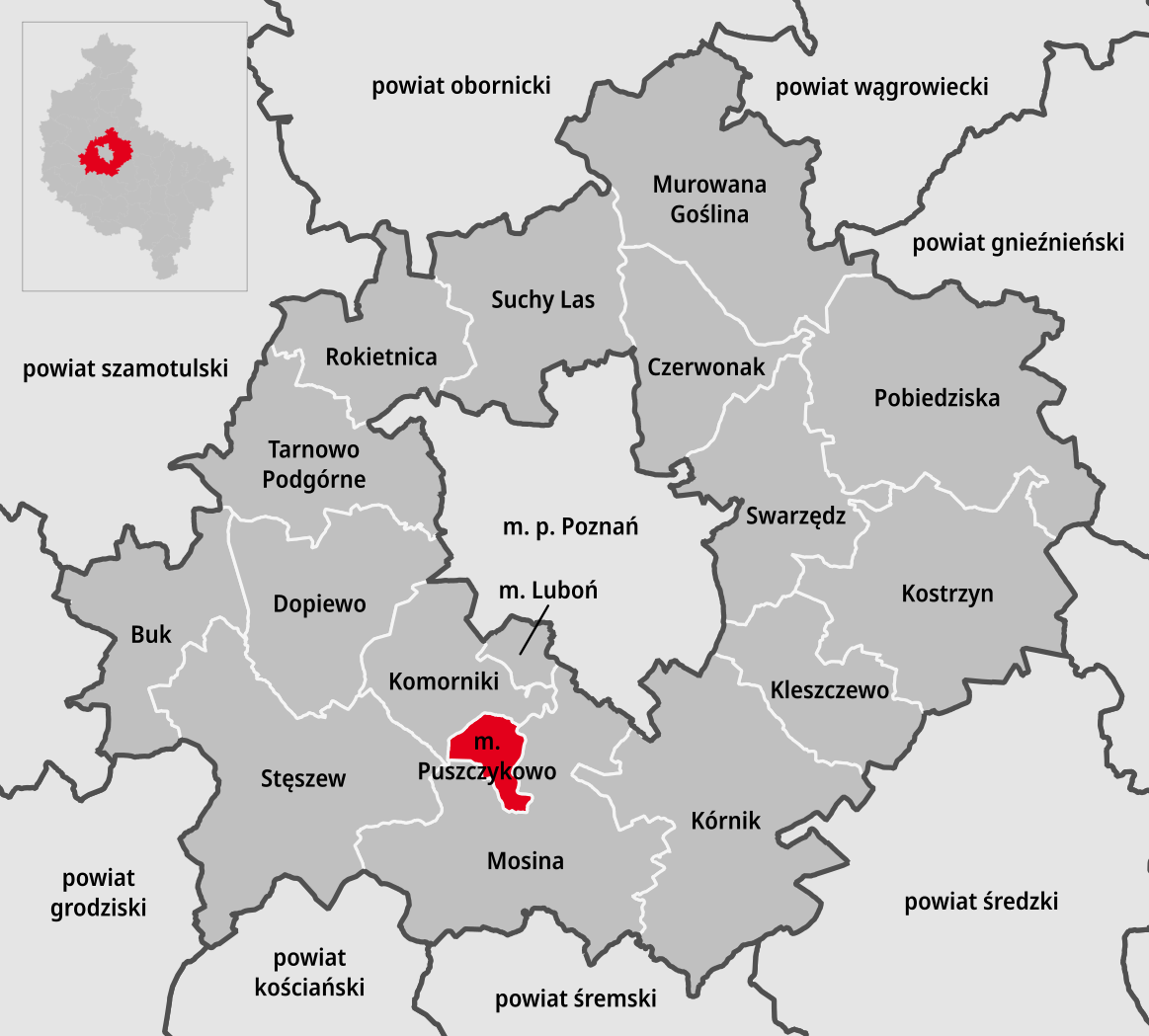
Położenie gminy miejskiej Puszczykowo w powiecie poznańskim.

Według danych z roku 2002 Puszczykowo ma obszar 16,65 km², w tym:
- użytki rolne: 22%
- użytki leśne: 46%

Według danych z 1 stycznia 2011 r. powierzchnia miasta wynosiła 16,39 km². Miasto stanowi 0,88% powierzchni powiatu.
Sąsiednie gminy: Komorniki, Mosina.
Wieś duchowna, własność kapituły katedralnej poznańskiej, pod koniec XVI wieku leżała w powiecie poznańskim województwa poznańskiego. W latach 1975–1998 miasto administracyjnie należało do województwa poznańskiego.

## Historia
Po raz pierwszy nazwa Puszczykowo pojawia się w źródłach pisanych w formie Posczucowo w 1387 roku, choć Niwka wspominana była już wcześniej – w 1302 roku. Puszczykowo Stare i Puszczykówko do II rozbioru należały do Kapituły Poznańskiej. W 1613 roku, po pożarze katedry poznańskiej, to z tutejszych lasów dostarczono drewno na jej odbudowę.
Początek zabudowy willowej, tak charakterystycznej dla miejscowości tworzących dzisiejsze miasto, datuje się na drugą połowę XIX wieku, kiedy to w latach 1870–1880 uregulowano bieg Warty. Tereny te wtedy nabrały charakteru eleganckiej miejscowości letniskowej i willowej. Rozwojowi sprzyjało położenie nad malowniczym odcinkiem rzeki, rozległe bory sosnowe i korzystny mikroklimat. Aby umożliwić coraz liczniej tu osiadającym się dojazd do Poznania, przy istniejącej tu od 1856 roku linii kolejowej (prowadzącej do Wrocławia) zbudowano budynki stacyjne. W okresie od początku XX wieku do 1939 roku ruch wycieczkowy był tak duży, że pociągi z poznańskiego dworca kursowały co 10 minut i aby nie kolidowało to z ruchem dalekobieżnym musiano zbudować dla nich dodatkowy tor. Wielką popularnością wśród poznaniaków cieszyły się wycieczki parostatkiem do Puszczykowa. Z przystani przy moście Św. Rocha pływał w latach 50. XX wieku parostatek „Janek Krasicki”, a w latach późniejszych motorowa „Dziwożona”. Mimo polityki germanizacyjnej, do 1918 roku część ośrodków wypoczynkowych miało zdecydowanie polski charakter (np. Letnisko Silva przy ul. Poznańskiej).
Puszczykowo posiadało dawniej status administracyjny gminy jednostkowej w powiecie śremskim. 1 stycznia 1925 włączone do nowo utworzonego powiatu poznańskiego. 1 sierpnia 1934 weszło ono w skład nowo utworzonej zbiorowej gminy Puszczykowo tamże. 27 września 1934 weszło w skład nowo utworzonej gromady Puszczykowo w gminie Puszczykowo.
Podczas II wojny światowej miasto zostało zajęte 25 stycznia 1945 roku przez jednostki I Frontu Białoruskiego Armii Czerwonej. Na przełomie stycznia i lutego w mieście urządzono siedziby sztabu związków operacyjnych wojsk radzieckich i szpitale wojskowe.
Po wojnie zachowało początkowo przynależność administracyjną. W związku z reformą administracyjną kraju jesienią 1954 weszło w skład nowo utworzonej gromady Puszczykowo. Gromadę Puszczykowo zniesiono 1 stycznia 1956 w związku z nadaniem jej statusu osiedla. 18 lipca 1962 Puszczykówko stało się miastem. Naczelnikiem miasta Puszczykowa, w latach 1968–1984 był Władysław Krzyżański. W tych latach powstało wiele obiektów użyteczności publicznej.
W latach 70. XX wieku na nadwarciańskich polach Niwki, na niezalesionym 15 ha terenie zlokalizowano szpital dla kolejowej służby zdrowia (obecnie szpital należy do Powiatu Poznańskiego i działa pod nazwą Szpital w Puszczykowie im. prof. S.T. Dąbrowskiego S.A.). Wybudowano dwa 11-kondygnacyjne bloki z 40 m kominem i budynkami gospodarczymi.

## Demografia
Dane z 31 grudnia 2009:
| Opis                              | Ogółem | Ogółem | Kobiety | Kobiety | Mężczyźni | Mężczyźni |
| --------------------------------- | ------ | ------ | ------- | ------- | --------- | --------- |
| Jednostka                         | osób   | %      | osób    | %       | osób      | %         |
| Populacja                         | 9575   | 100    | 5003    | 52,3    | 4572      | 47,7      |
| Gęstość zaludnienia [mieszk./km²] | 594    | 594    | 310,7   | 310,7   | 283,3     | 283,3     |

- Piramida wieku mieszkańców Puszczykowa w 2014 roku[1].

## Transport

### Drogi
Przez Puszczykowo w osi północ-południe przebiega droga wojewódzka 430, oraz w osi wschód-zachód droga wojewódzka 431.

### Kolej
Przez miasto przebiega linia kolejowa 271 z Poznania do Wrocławia, na którym usytuowane są dwa przystanki osobowe: Puszczykowo i Puszczykówko oraz ma swój początek ok. 5 kilometrowa nieczynna, częściowo rozebrana linia kolejowa 361 do Osowej Góry.

### Transport Publiczny
Przez Puszczykowo przebiega linia autobusowa 651 organizowana przez ZTM Poznań, a przewoźnikiem jest Translub. Do 31 października 2017 Eko-Rondo Puszczykowo organizowało swoje własne linie, jednak firma zbankrutowała. 
Obecnie w mieście działa bezpłatna komunikacja autobusowa jako linia 695, przebiegająca od przystanku Niwka-Szpital, przez dworzec Puszczykówko, aż do ulicy Krzywej. Godziny kursowania linii dostosowane są do odjeżdżających pociągów w kierunku Poznania, jak i przyjeżdżających. Operatorem linii jest firma Bobrowski Trans

### Inne
W mieście znajduje się sanitarne lądowisko przy ul. Kraszewskiego, które w 2011 zostało zmodernizowane.

## Atrakcje turystyczne

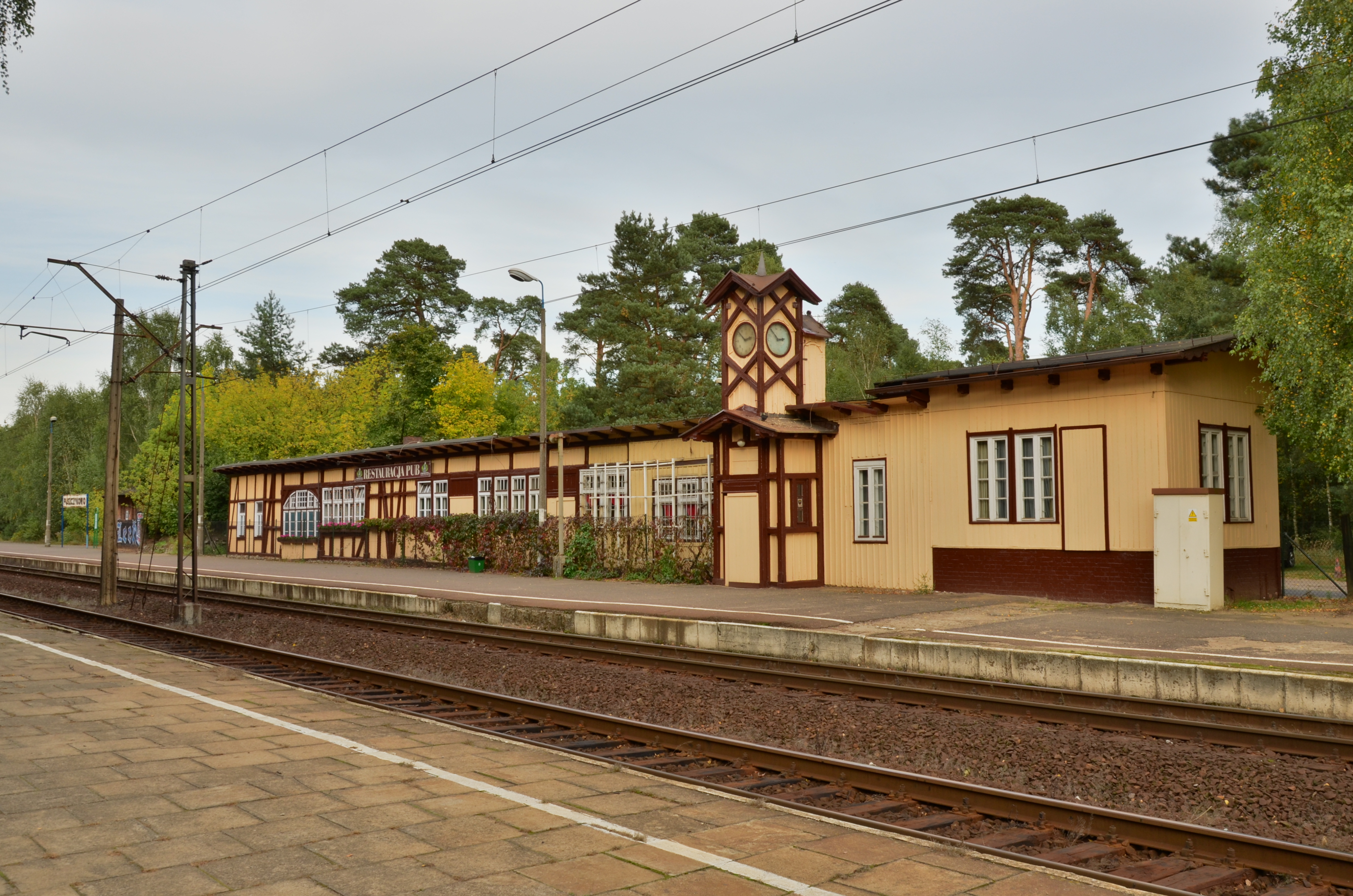
Przystanek kolejowy Puszczykowo

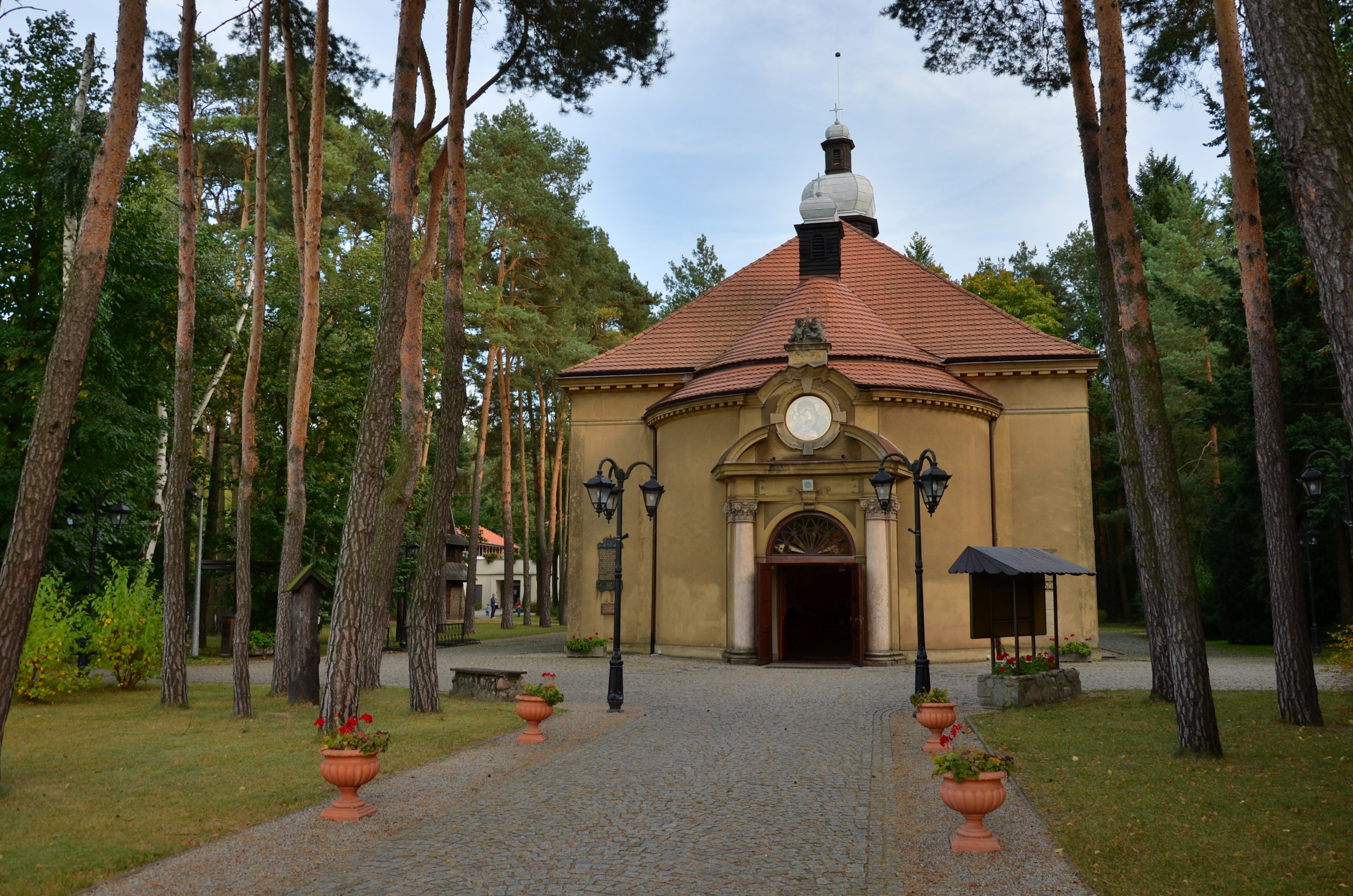
Kościół pw. Matki Boskiej Wniebowziętej, zaprojektowany przez Adama Ballenstedta

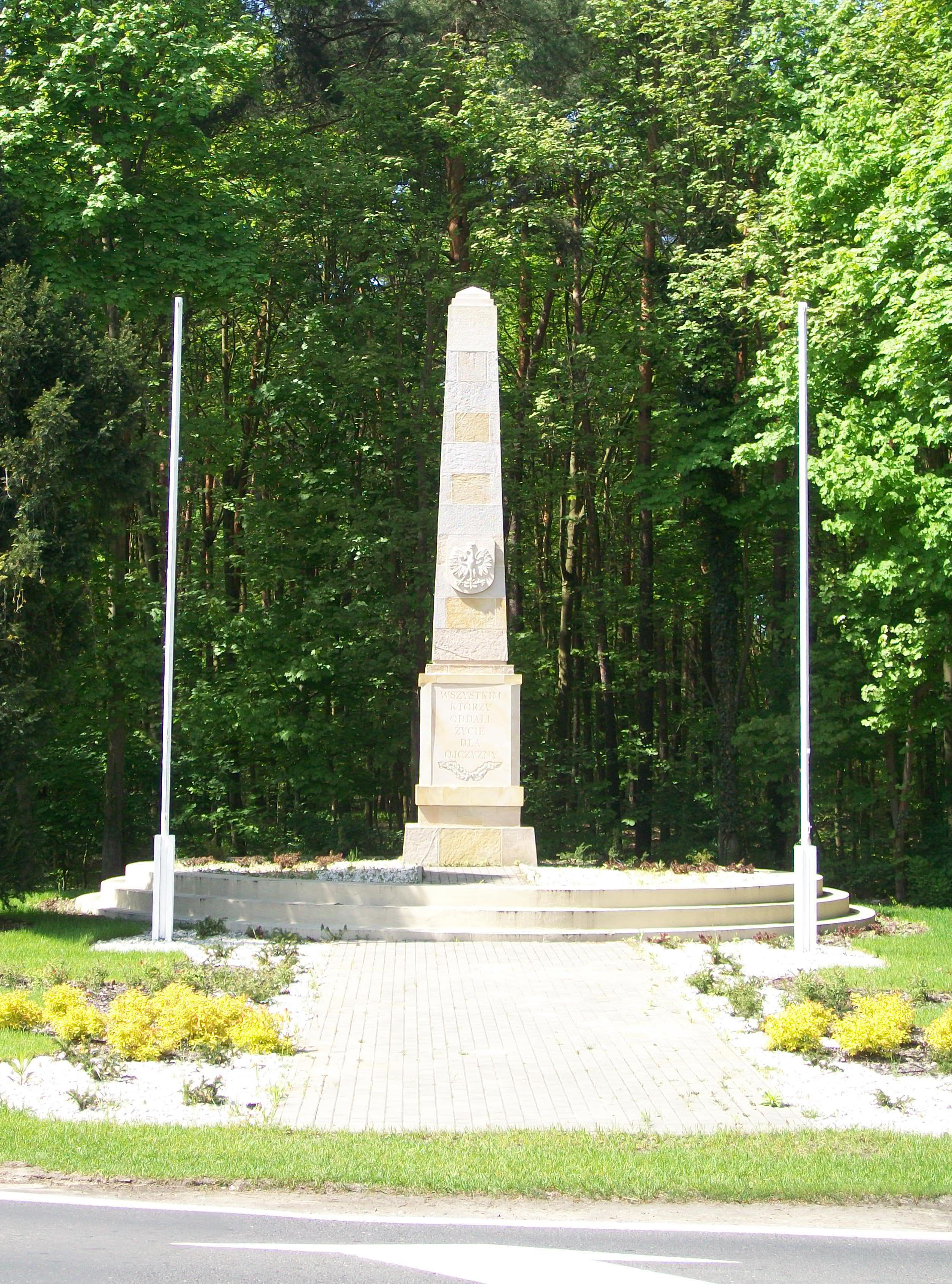
Pomnik poświęcony „Wszystkim, którzy oddali życie dla Ojczyzny”

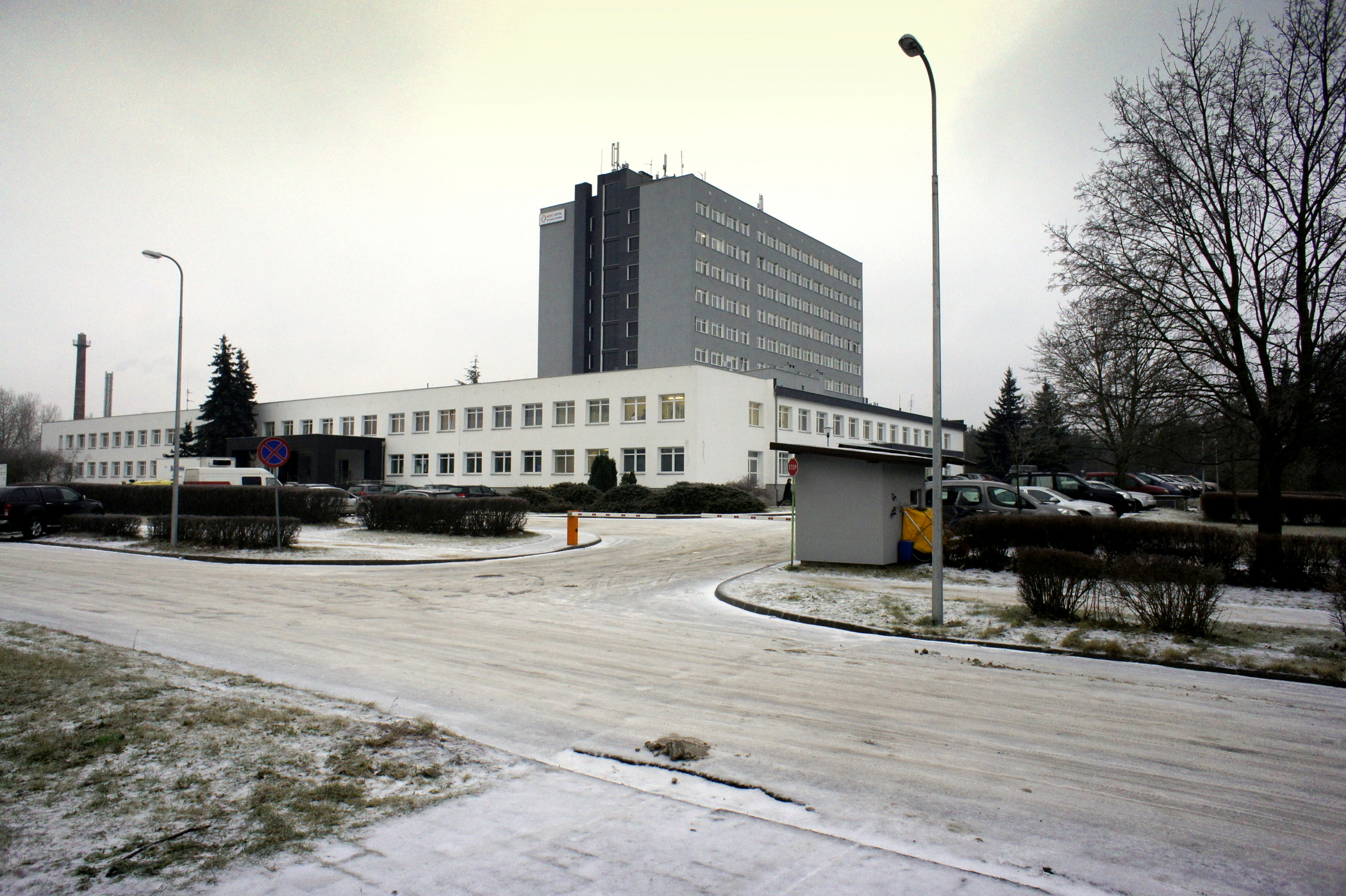
Szpital w Puszczykowie im. prof. S. T. Dąbrowskiego

- Muzeum Arkadego Fiedlera – zlokalizowane w jego pracowni literackiej (ul. Słowackiego), z ekspozycją książek i pamiątek po pisarzu oraz wspaniałych trofeów z wypraw do różnych zakątków świata, a także repliką Santa Marii (w skali 1:1) statku Krzysztofa Kolumba i repliką Hawkera Hurricane Mk I – brytyjskiego myśliwca z II wojny światowej (skala 1:1)
- eklektyczny kościół pw. Matki Boskiej Wniebowziętej, którego budowę rozpoczęto w 1923 r.[22]
- pomnik poświęcony „Wszystkim, którzy oddali życie dla Ojczyzny” – naprzeciwko stacji kolejowej Puszczykowo
- dom murowany z dużą drewnianą werandą – ul. Cienista
- pałacyk myśliwski z początku XX w. – ul. Podleśna 4 (obecna siedziba Urzędu Miasta)
- willa z początku XX w. z dachem mansardowym i balkonem wspartym na 4 kolumnach – ul. Poznańska 94
- dom o konstrukcji szachulcowej z gołębnikiem w kształcie baszty – ul. Klonowa
- duża drewniana altana z kopułą z ok. 1900 roku – ul. Wysoka 7
- budynki mające charakter dworków z początku XX w. – ul. Sobieskiego 10, 12, 26
- domy murowano-szachulcowe – ul. Ratajskiego 7, 11, 21
- dworce kolejowe z początku XX wieku w Puszczykowie i Puszczykówku
- willa z tarasem – ul. Fiedlera 4
- dom o wyglądzie dworku z lat 1932/36 – ul. Kopernika 18
- pensjonat „Rusałka” z lat dwudziestych – las nad Wartą
- dom z początku XX w. przy ul. Słonecznej
- dom na rogu ul. Poznańskiej i ul. Cienistej z 1901 roku.
- budynek o konstrukcji szachulcowej zlokalizowany na ulicy Wczasowej z roku 1898
- willa Mimoza – ul. Poznańska
- budynek „Letniska Silva” ul. Poznańska
- trasy spacerowe nad Wartą i po puszczykowskich górach
- Zakole Warty
- Trasa Kórnicka
- Szlak turystyczny Osowa Góra – Sulęcinek
- Szlak im. Bernarda Chrzanowskiego
- Szlak im. Arkadego Fiedlera[23]
- jaskinia piaskowcowa przy ul. Jarosławskiej – nieistniejąca (pozostałości w Muzeum WPN)
- Droga Wierności[24] – jeden z przyrodniczych szlaków pielgrzymkowo-turystycznych Rogalińskie Drogi, utworzonych z okazji 200-lecia kościoła pw. św. Marcelina w Rogalinie[25][26][27]. Dla tego szlaku ornitolożka, Viktória Takács, napisała broszurę przyrodniczą pt. „W dolinie Warty – o ptakach i nie tylko”[28].

## Oświata
W Puszczykowie znajdują się 2 szkoły podstawowe i liceum ogólnokształcące:
- Szkoła Podstawowa nr 1 im. Adama Mickiewicza
- Szkoła Podstawowa nr 2 im. Powstańców Wielkopolskich
- Liceum Ogólnokształcące im. Mikołaja Kopernika

## Media
Strony internetowe:
- www.puszczykowo.pl

Prasa:
Wychodząca:
- „Echo Puszczykowa”
- „Gazeta Mosińsko-Puszczykowska”
- „Głos Puszczykowa”
- „Nasza Okolica”

Niewychodząca:
- „Gazeta Puszczykowska”
- „Kurier Puszczykowski”
- „Strażak Puszczykowski”

## Wspólnoty wyznaniowe
- Kościół rzymskokatolicki:
  - parafia Matki Boskiej Wniebowziętej
  - parafia św. Józefa Oblubieńca Najświętszej Maryi Panny
- Świadkowie Jehowy:
  - zbór Puszczykowo (Sala Królestwa: Mosina)[29]

## Sport
W Puszczykowie znajduje się wiele kompleksów sportowych oraz Klub Jeździecki „Niwka” im. Krzysztofa Kulikowskiego. W mieście znajduje się również Centrum Tenisowe Angie, w którym trenuje niemiecka tenisistka polskiego pochodzenia Angelique Kerber.
Przy Liceum Ogólnokształcącym im. Mikołaja Kopernika działa MKS „Juvenia” Puszczykowo, w którym szkolą się młodzi lekkoatleci. Działa także dobrze rozwinięty klub siatkarski MKS Puszczykowo oraz klub piłkarski KP „Las” Puszczykowo.

## Współpraca międzynarodowa
Miasta i gminy partnerskie: Châteaugiron (w Bretanii, we Francji) – deklaracja współpracy 18 lipca 1997 r. w Puszczykowie, w lipcu 1998 r. w Châteaugiron odnowienie deklaracji